# Juliane Wirtz
Juliane Wirtz (Pulheim, 22 augustus 2002) is een voetbalspeelster uit Duitsland. Ze speelt als middenvelder voor SV Werder Bremen in de Bundesliga.

## Clubcarrière
Juliane Wirtz begon met voetballen bij Grün-Weiß Brauweiler in haar geboorteplaats. In 2011 stapte ze over naar de jeugdopleiding van 1. FC Köln. Wirtz kwam uit in de B-Junioren Bundesliga West waarin ze in zowel het seizoen 2016/17 als het seizoen 2017/18 kampioen werd. Ze bereikten de finale van het Duitse kampioenschap tegen de andere kampioenen, maar daarin was VfL Wolfsburg met 4-1 te sterk. Wirtz maakte op 18 februari 2018 haar debuut in de Bundesliga in een 0-3 thuisnederlaag tegen 1. FFC Frankfurt door in de 81ste minuut in te vallen voor Kristina Hild.
In de zomer van 2018 tekende Wirtz een contract bij het gepromoveerde Bayer 04 Leverkusen. In april 2022 verlengde ze haar contract tot 30 juni 2024.
Voorafgaande aan het seizoen 2023/24 stapte Wirtz, ondanks een doorlopend contract, over naar competitiegenoot SV Werder Bremen. In juni 2025 verlengde ze haar verbintenis in Noord-Duitsland.

## Statistieken
| Seizoen | Club                | Competitie | Competitie | Competitie | Beker | Beker | Overig | Overig | Totaal | Totaal |
| Seizoen | Club                | Competitie | Wed.       | Dlp.       | Wed.  | Dlp.  | Wed.   | Dlp.   | Wed.   | Dlp.   |
| ------- | ------------------- | ---------- | ---------- | ---------- | ----- | ----- | ------ | ------ | ------ | ------ |
| 2017/18 | 1. FC Köln          | Bundesliga | 1          | 0          | 0     | 0     | 0      | 0      | 1      | 0      |
| 2018/19 | Bayer 04 Leverkusen | Bundesliga | 11         | 0          | 3     | 0     | 0      | 0      | 14     | 0      |
| 2019/20 | Bayer 04 Leverkusen | Bundesliga | 22         | 0          | 4     | 0     | 0      | 0      | 26     | 0      |
| 2020/21 | Bayer 04 Leverkusen | Bundesliga | 19         | 1          | 1     | 0     | 0      | 0      | 20     | 1      |
| 2021/22 | Bayer 04 Leverkusen | Bundesliga | 20         | 0          | 4     | 0     | 0      | 0      | 24     | 0      |
| 2022/23 | Bayer 04 Leverkusen | Bundesliga | 17         | 1          | 2     | 0     | 0      | 0      | 19     | 1      |
| 2023/24 | SV Werder Bremen    | Bundesliga | 20         | 1          | 2     | 0     | 0      | 0      | 22     | 1      |
| 2024/25 | SV Werder Bremen    | Bundesliga | 13         | 0          | 2     | 0     | 0      | 0      | 15     | 0      |
| Totaal  | Totaal              | Totaal     | 123        | 3          | 18    | 0     | 0      | 0      | 141    | 3      |

Bijgewerkt t/m 28 juni 2025.

## Interlandcarrière
Juliane Wirtz maakte op 28 oktober 2015 haar interlanddebuut voor Duitsland onder 15 tegen de leeftijdsgenoten van Schotland. Wirtz kwam zes wedstrijden uit voor Duitsland onder 16 voordat ze onderdeel werd van Duitsland onder 17. Hiervoor speelde ze drie wedstrijden en wist ze tot scoren te komen tegen Engeland. Met Duitsland onder 19 nam Wirtz deel aan het EK 2019 waarin de finale werd bereikt die werd verloren van Frankrijk. Wirtz kwam in actie in het groepsduel tegen België.

## Privé
Juliane Wirtz is de oudere zus van Florian Wirtz, die ook profvoetballer is en in het seizoen 2023/24 met Bayer 04 Leverkusen kampioen van de Bundesliga werd. Florian Wirtz speelde net als Juliane Wirtz voor Grün-Weiß Brauweiler en 1. FC Köln alvorens hij onderdeel werd van Bayer 04 Leverkusen. Toen Florian Wirtz in 2025 in de belangstelling stond van FC Bayern München, bood de club als list aan om zus Juliane naar het vrouwenteam van de Beierse club te halen. Uiteindelijk koos Florian Wirtz ervoor om voor een recordbedrag de overstap te maken naar Premier League landskampioen Liverpool FC.
1 Peng ·
3 Janzen ·
5 Ulbrich ·
6 Wichmann ·
8 Weiß ·
9 Weidauer ·
10 Mahmoud ·
11 Sternad ·
13 Walkling ·
14 Brandenburg ·
15 Sehan ·
16 Bernhardt ·
17 Dahl ·
18 Hausicke ·
19 Matheis ·
20 Meyer ·
21 Hahn ·
22 Dieckmann ·
23 Németh ·
27 Lührßen ·
28 Wirtz ·
29 Kunkel ·
31 Etzold ·
32 Pettersen ·
33 Pérez Jaramillo ·
37 Dahms ·
39 Behrens ·
Coach: Horsch